# Polygala nelsonii
Polygala nelsonii är en jungfrulinsväxtart som beskrevs av Joseph Nelson Rose. Polygala nelsonii ingår i släktet jungfrulinssläktet, och familjen jungfrulinsväxter. Inga underarter finns listade i Catalogue of Life.